# Parque estatal Valle del Fuego
El Parque Estatal Valle del Fuego (en inglés: Valley of Fire State Park) es el parque estatal más antiguo en jurisdicción de Nevada, al oeste de Estados Unidos que fue designado como Monumento Nacional Natural en 1968. Tiene una extensión de casi 42.000 acres (17.000 hectáreas) y se estableció formalmente en 1935. Su nombre se deriva de las formaciones de arenisca roja, que se formaron a partir de grandes dunas durante la era de los dinosaurios. Estas características, son la pieza central de las atracciones del parque, a menudo parecen estar "en el fuego" al reflejar los rayos del sol.